# At Folsom Prison
Az At Folsom Prison egy koncertalbum Johnny Cash-től, 1968-ból. Szerepel az 1001 lemez, amit hallanod kell, mielőtt meghalsz című könyvben.

## Az album dalai

### Első oldal
1. Folsom Prison Blues
2. Dark as a Dungeon
3. I Still Miss Someone
4. Cocaine Blues
5. 25 Minutes to Go
6. Orange Blossom Special
7. The Long Black Veil

### Második oldal
1. Send A Picture of Mother
2. The Wall
3. Dirty Old Egg-Sucking Dog
4. Flushed From The Bathroom of Your Heart
5. Jackson (June Carterrel)
6. Give My Love to Rose (June Carterrel)
7. I Got Stripes
8. Green, Green Grass of Home
9. Greystone Chapel

## Közreműködők
- Johnny Cash – ének, gitár, szájharmonika
- June Carter – ének
- Marshall Grant – basszusgitár
- W.S. Holland – dob
- Carl Perkins – elektromos gitár
- Luther Perkins – elektromos gitár
- The Statler Brothers – ének